# Резекне
Ре́зекне (латыш. Rēzekneо файле, латг. Rēzne), до 1917 года — Ре́жица (рус. дореф. Рѣжица) — город государственного значения на востоке Латвии, седьмой по численности населения в стране. Является административным центром Резекненского края, но в его состав не входит.
Резекне — важный экономический, культурный и образовательный центр восточной части Латвии — Латгалии, один из крупнейших транспортных узлов страны.

## География
Город расположен на северном склоне Латгальской возвышенности, в центре Восточной Латвии, за что его часто называют «сердцем Латгалии».
Природный рельеф города холмистый. Самая низкая точка находится на высоте 130 м, а самая высокая — на высоте 187 м относительно уровня моря. Резекне, как принято говорить, лежит на семи холмах, между которыми протекает небольшая река с одноимённым названием, протяжённостью (в черте города) 10 км. Река соединяет два самых крупных озера Латвии — Лубанс и Разнас. В черте города также находится озеро Ковшу.
Площадь города Резекне — 17,5 км². Из них 70 % — жилая застройка, 13 % занимают зелёные насаждения, а 15 % — промышленная зона.

## Этимология
Согласно одной из легенд, около Анчупанских холмов под Резекне в стародавние времена произошло кровавое побоище литовских князей с новгородцами, от чего, якобы, и произошло название «Резица». В 1949 году в карьере близ города были найдены мечи и кольчуги.
Поселение, пришедшее в упадок после разрушения ливонского замка в 1656 году, не раз меняло своё название. Немцы называли его Rositten, поляки — Rzeżyca, русские нарекли Резицей, потом Режицей. Современное название Резекне (латыш. Rēzekne) закрепилось за городом в начале XX века.

## История
До XIII века на месте Замковой горы находилось поселение латгалов. В 1285 году магистр Ливонского ордена Вильгельм фон Шауэрбург построил здесь хорошо укреплённый замок из больших моренных валунов, назвав его Розиттен. Этот замок был важным оборонительным сооружением немецких феодалов и одним из старейших в Латвии, построенных крестоносцами во время экспансии на северо-восток. С 1577 по 1579 годы во время Ливонской войны был занят войсками Ивана Грозного, в 1601 (Польско-шведская война) и 1625—1626 (Северная война) годах — шведской армией. В 1656 году был полностью разрушен, а в 1660-м восстановлен как укрепление Инфлянтского воеводства. Со временем потерял военное значение, и с начала XVIII века оказался разрушен настолько, что его не стали в очередной раз восстанавливать. Только в XX веке возле развалин разбили парк, построили летний театр и ресторан. Вплоть до окончания Ливонской войны город и окрестности оставались под управлением Ливонского ордена.
В 1582 году по итогам Ливонской войны Розиттен перешёл к Речи Посполитой.

Герб города Режица образца 1781 года

С 1772 года — город в составе Российской империи. Изначально он был причислен к Двинской провинции Псковской губернии, в 1776 году — к Полоцкой губернии, в 1796 году назван заштатным городом Белорусской губернии, а с 1802 года — стал центром Режицкого уезда Витебской губернии.
В 1778 году императрица Екатерина II утвердила первый план города. Он стал расти, но если судить по историческим документам 1808 года: «В нём только одна улица; нет ни одного мастерового, никаких ярмарок, ни привоза жизненных припасов; жителей там 754 человека, из них 536 евреев…».
Режица начала интенсивно развиваться только после строительства шоссе Санкт-Петербург — Варшава (1836), а позднее и железнодорожных линий Санкт-Петербург — Варшава (1860) и Виндава — Рыбинск (1904).
В 1897 году в городе насчитывалось 10 795 жителей.
В первом режицком путеводителе И. О. Венедиктова, выпущенном в 1911 году, говорилось, что климат здесь умеренный и здоровый, благодаря чему сюда из Санкт-Петербурга приезжает на лето много дачников. В городе было много садов. Главными улицами Режицы являлись Большая Люцинская, которая считалась торговой, и Большая Николаевская, где располагались государственные учреждения. Число жилых домов доходило до 2500, из них каменных — 180 и деревянных — 2320. Существовало 58 улиц, их освещали 136 фонарей. В городе действовала больница, работали частные аптеки. В те времена Режица славилась пивоваренным заводом Х. М. Мантейфеля, кожевенным заводом И. М. Левина, ткацкими мастерскими, мельницей Г. А. Лещинского, было налажено производство газированной воды, кирпича, колёсной мази, мыла и изразцовых изделий. Имелись две общественные бани, гостиница («Россия»), а также сдавались меблированные комнаты. Функционировали банки, типографии, фотографические мастерские, ежегодно проводились ярмарки. Работал телефон (на 71 абонента). Культурную жизнь поддерживал Народный дом на 214 мест, а также летний театр. Гордостью являлась городская земская пожарная команда со своим оркестром, игравшим по праздникам в местном парке. В городе действовали мужская гимназия, городское училище, женская прогимназия, ремесленная и торговая школы, три приходские школы, церковно-приходское, еврейское мужское и женское училища, школа талмуд-тора. Кроме того, здесь находились православная церковь и часовня, единоверческий храм, две старообрядческие молельни, католический костёл и лютеранская кирха, девять еврейских молитвенных домов. В Режице практиковали 11 врачей, в том числе Н. А. Тынянов (отец писателя Ю. Н. Тынянова).
С конца XVIII века и вплоть до 1941 года большую роль в жизни города играла местная еврейская община. Из Еврейской энциклопедии: «В 1913 году евреям принадлежали аптека, все 6 складов аптечных товаров, все 5 булочных, 4 гостиницы, обе фотомастерские, все 3 парикмахерские, единственная кофейня, все 5 часовых мастерских, трактир, около 200 лавок и магазинов в Резекне (в том числе 55 бакалейных, все 15 галантерейных, все 12 табачных, все 23 мануфактурные). Евреями были все 6 лесопромышленников и единственный скототорговец в Резекне; один еврей сдавал меблированные комнаты…<…> В 1920—30-х годах в городе действовали отделения различных еврейских партий и организаций. Имелось 11 синагог, в том числе хасидские». После войны в Резекне вернулось несколько сот евреев, воссоздавших общину.
В 1920 году, согласно Рижскому мирному договору, земли Латгалии вошли в состав Латвийской Республики.
С 1940 по 1991 год Латвийская ССР входила в состав СССР как одна из союзных республик.
Во время Второй мировой войны были уничтожены почти все здания главной на тот момент улицы — Большой Люцинской, а также большинство храмов и административных зданий; город был разрушен практически полностью. Недалеко от города, в лесном массиве Анчупаны, были расстреляны более 15 тысяч латвийских евреев.
27 июля 1944 года Резекне был освобождён 7-й и 8-й гвардейскими стрелковыми дивизиями 10-й гвардейской армии 2-го Прибалтийского фронта.
В послевоенные годы Резекне начал стремительно развиваться благодаря открытию ряда промышленных предприятий союзного значения и увеличению транзитного грузопотока на железнодорожном узле.
В 1991 году население города составляло 43 032 человека (против 13,3 тысяч в 1939 году).

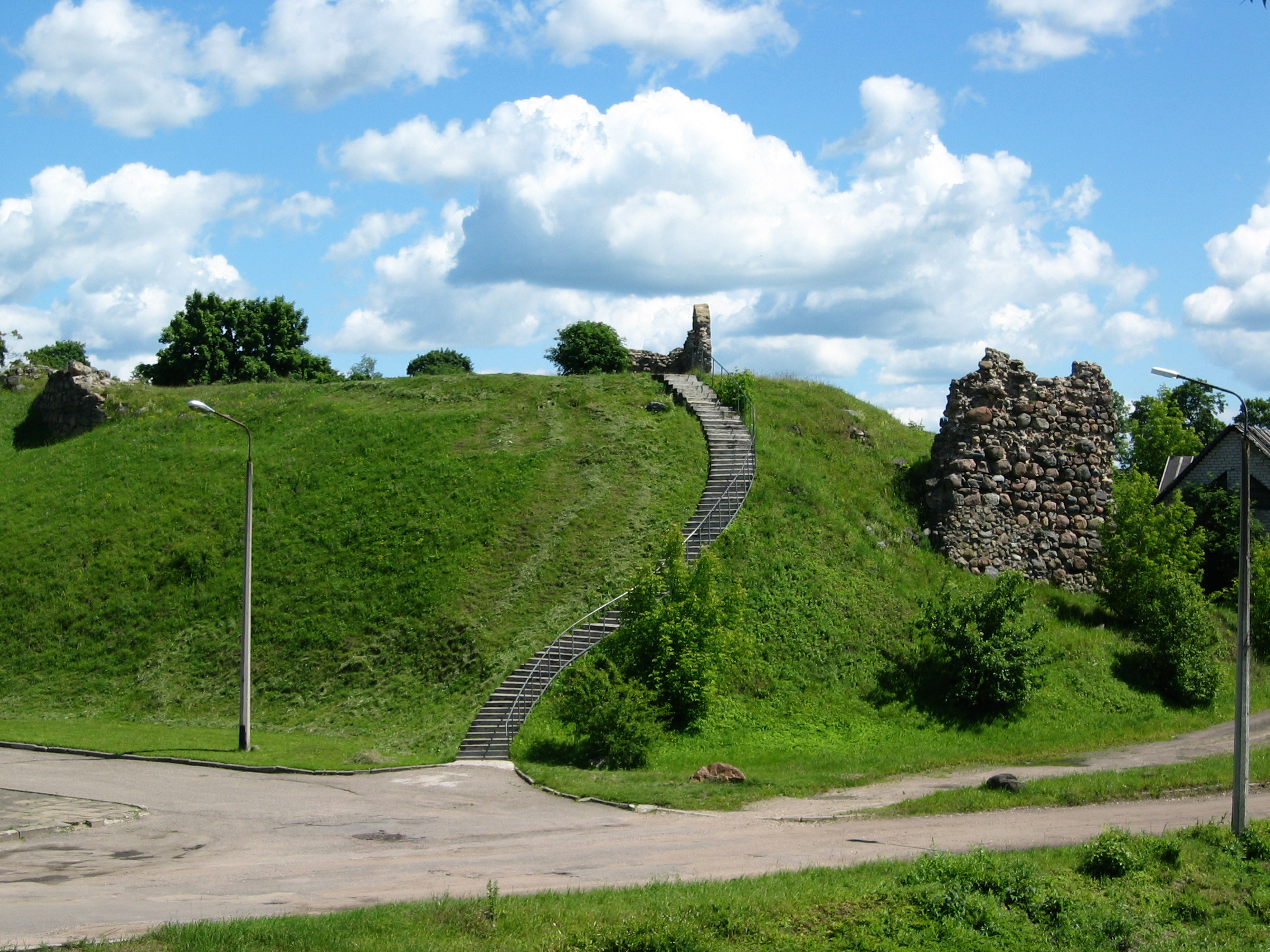
Развалины орденского замка
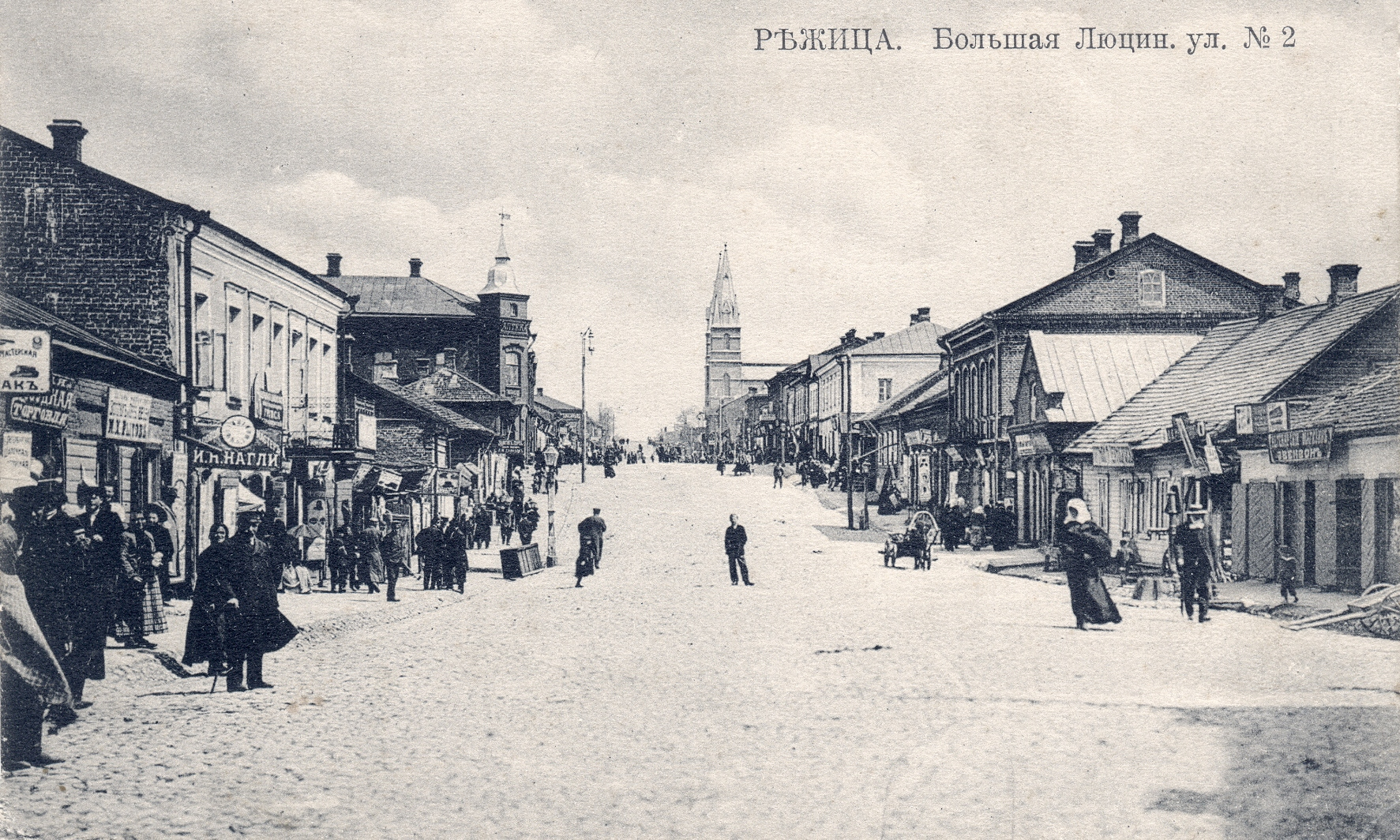
Режица, начало XX века

## Население
По данным Центрального статистического управления Латвии, в 2021 году численность населения города составляла 26 839 человек. При этом доля населения старше 65 лет в структуре населения города — 22,4 % (6010 чел.), а доля детей младше 14 лет — 15,6 % (4174 чел.).
После 1991 года на промышленных предприятиях, где работало большинство резекненцев, начались массовые сокращения, что вызвало первую волну миграции населения в более крупные города и эмиграции за пределы Латвии. Вторая волна оттока жителей города началась после 2004 года, когда вступил в силу безвизовый режим между странами-участницами ЕС. На депопуляцию также влияет снижение рождаемости.
Количество жителей Резекне:
| Год         | 1808 | 1863 | 1897   | 1920 | 1925   | 1930   | 1935   | 1939   | 1959   | 1970   | 1973   | 1979   | 1989   | 1991   | 1999   | 2000   | 2005   | 2011   | 2015   | 2018   | 2022   |
| ----------- | ---- | ---- | ------ | ---- | ------ | ------ | ------ | ------ | ------ | ------ | ------ | ------ | ------ | ------ | ------ | ------ | ------ | ------ | ------ | ------ | ------ |
| Численность | 754  | 3374 | 12 000 | 9997 | 12 620 | 12 680 | 13 139 | 13 300 | 21 429 | 30 803 | 33 394 | 35 620 | 42 477 | 43 032 | 40 577 | 39 430 | 36 458 | 32 422 | 29 317 | 28 156 | 26 481 |

Национальный состав
Национальный состав населения города согласно переписям с 1925 по 2011 год и по оценке на начало 2021 и 2022 годов:
| Национальность        | чел. (1925) | %        | чел. (1930) | %        | чел. (1935) | %        | чел. (1989) | %        | чел. (2011) | %        | чел. (2021) | %        | чел. (2022) | %        |
| --------------------- | ----------- | -------- | ----------- | -------- | ----------- | -------- | ----------- | -------- | ----------- | -------- | ----------- | -------- | ----------- | -------- |
| всего                 | 12620       | 100,00 % | 12680       | 100,00 % | 13139       | 100,00 % | 42477       | 100,00 % | 32328       | 100,00 % | 26839       | 100,00 % | 26481       | 100,00 % |
| латыши                | 4348        | 34,45 %  | 4603        | 36,30 %  | 5775        | 43,95 %  | 15839       | 37,29 %  | 15183       | 46,97 %  | 12686       | 47,26 %  | 12582       | 47,51 %  |
| в том числе латгальцы |             |          |             |          |             |          |             |          | 12038       | 37,24 %  |             |          |             |          |
| русские               | 3034        | 24,04 %  | 2977        | 23,48 %  | 2602        | 19,80 %  | 23379       | 55,04 %  | 15030       | 46,49 %  | 11303       | 42,11 %  | 11022       | 41,62 %  |
| поляки                | 1112        | 8,81 %   | 1209        | 9,53 %   | 909         | 6,92 %   | 1166        | 2,75 %   | 795         | 2,46 %   | 574         | 2,13 %   | 555         | 2,10 %   |
| белорусы              | 38          | 0,30 %   | 181         | 1,43 %   | 360         | 2,74 %   | 862         | 2,03 %   | 489         | 1,51 %   | 388         | 1,44 %   | 387         | 1,46 %   |
| украинцы              |             |          |             |          |             |          | 673         | 1,58 %   | 378         | 1,17 %   | 337         | 1,25 %   | 368         | 1,39 %   |
| литовцы               | 32          | 0,25 %   | 8           | 0,06 %   | 18          | 0,14 %   | 102         | 0,24 %   | 65          | 0,20 %   | 45          | 0,16 %   | 43          | 0,16 %   |
| евреи                 | 3911        | 30,99 %  | 3577        | 28,21 %  | 3342        | 25,44 %  | 211         | 0,50 %   | 55          | 0,17 %   |             |          |             |          |
| другие                | 145         | 1,15 %   | 125         | 0,99 %   | 133         | 1,01 %   | 245         | 0,58 %   | 333         | 1,03 %   | 1506        | 5,61 %   | 1524        | 5,76 %   |

В этническом плане во время Российской империи город был преимущественно еврейским, в довоенной Латвии заселён примерно в равных долях латышами, русскими и евреями, а после Второй мировой войны большинство резекненцев — это латыши и русские. Основные языки общения — русский, латгальский и латышский. В городе также можно получить билингвальное среднее образование на польском (и латышском) языках в Польской государственной гимназии.
Национальный состав населения города Режицы (ныне Резекне) по родному языку (перепись 1897 года):
| Национальность | чел. (1897) | %        |
| -------------- | ----------- | -------- |
| всего          | 10 795      | 100,00 % |
| евреи          | 6442        | 59,68 %  |
| русские        | 2444        | 22,64 %  |
| белорусы       | 100         | 0,93 %   |
| поляки         | 895         | 8,29 %   |
| латыши         | 828         | 7,67 %   |
| немцы          | 66          | 0,61 %   |

## Образование
В Резекне действуют 11 дошкольных учебных учреждений. Среднее образование можно получить в шести общеобразовательных средних школах (4 русских и 2 латышских), а также в Католической средней школе, Польской государственной гимназии и Логопедической школе-интернате.
Из профессиональных учебных учреждений в Резекне находятся:
- Государственный колледж пограничной охраны;
- Резекненский техникум;
- Резекненская музыкальная средняя школа имени Яниса Иванова;
- Резекненская художественная средняя школа;
- Музыкальная школа Зане Лудборжи (частная).

Высшее образование можно получить в:
- Резекненской высшей школе;
- Резекненском филиале Балтийской международной академии;
- Латгальском филиале Латвийской Академии художеств;
- Резекненском филиале Высшей школы социальной работы и социальной педагогики «Attīstība»;
- Резекненском филиале Рижского института аэронавигации РТУ.

## Экономика
Для Резекне характерна многоотраслевая экономика — промышленность, транспорт, торговля, строительство и др.
Город является местом пересечения транспортных магистралей и железных дорог Санкт-Петербург — Варшава и Москва — Рига. Именно это послужило причиной стремительного развития промышленности, начиная с середины XIX века. «Транспортные ворота» Резекне — железнодорожные станции «Резекне II» и «Резекне I» являются одним из крупнейших в стране железнодорожных пунктов, обслуживающим транзитные перевозки. В 2006 году открылся парк приёма грузов железнодорожной станции «Резекне II парк А».
В 1997 году вступил в силу закон о Резекненской специальной экономической зоне (РСЭЗ), согласно которому предприятия, получившие статус РСЭЗ, имеют право на налоговые льготы. На 2016 год такой статус имели 18 предприятий.

### Промышленность
Бурное промышленное развитие Резекне началось после присоединения Латвии к СССР и окончания Великой Отечественной войны.
В 1944 году заложен фундамент зерноприёмочного пункта, который через несколько лет превратился в большое предприятие — Резекненский комбинат хлебопродуктов. Построенный для него тридцатиметровый элеватор стал самым высоким зданием в Резекне. В 1991 году на базе бывшего советского предприятия создано латвийское государственное предприятие, уже в 1992 году отданное на приватизацию. В 1999 году его купила шведская Nord Mills.
25 марта 1952 года постановлением президиума Центрального правления Общества глухих Латвийской ССР во многих городах республики были созданы учебно-производственные мастерские, в том числе и в Резекне (на ул. Пионерской, 5a). 1 июля 1976 года мастерские были преобразованы в предприятие, которое выпускало кожаную обувь и швейные изделия (простыни, бельё, спортивные шапочки, которые изготавливались из отходов производства ПО «Ригас мануфактура»). В 1970 году на предприятии числилось 58 штатных работников и 2 ученика, обучавшихся на месте. К 1999 году осталось 23 работника, из которых 17 являлись инвалидами по слуху. В 2000 году их количество сократилось до 19, в 2001 году производство было остановлено, а 16 октября 2003 года ликвидировано.
1 февраля 1957 года создан Резекненский завод железобетонных конструкций (первоначально он назывался «Резекненский производственный комбинат Резекненского общестроительного треста Министерства строительства Латвийской ССР»). 15 сентября 1963 года комбинат перешёл в ведение Управления производства стройматериалов Совнархоза Латвийской ССР, продолжая выпускать железобетонные изделия, металлоконструкции, пиломатериалы, кирпич, доломитовую муку и плитку в 5 цехах: силикатном, глиняном, цеху по производству печей, цеху «Elste», фабрике «Roģi». С 1 января 1967 года к заводу присоединили Резекненский завод стройматериалов. С 1974 года началась механизация и автоматизация производства, в 1980 году прошла реконструкция силикатного цеха. 1 марта 1989 года завод стал Резекненским комбинатом строительных материалов и конструкций. 3 октября 1991 года он был зарегистрирован как госпредприятие, 15 мая 1996 года продан фирме «Rēzeknes būvmateriāli», ликвидирован 6 января 2011 года.
6 ноября 1957 года состоялся пуск самого современного в Прибалтике Резекненского молочно-консервного комбината, строительство которого началось в 1952 году к северу от Резекне. Он стал крупнейшим промышленным предприятием города. Продукция комбината поставлялась во все республики СССР и 40 стран мира. На предприятии работало до 3000 человек, которые в круглосуточном режиме выпускали до 92 млн 378 тыс. банок сгущённого и концентрированного молока в год (1989 г.). После развала СССР комбинат продолжал работать, хотя и значительно снизил объёмы производства, оставаясь до 1999 года крупнейшим экспортёром Латвии. В 2001 году предприятие признано неплатёжеспособным.
В 1959 году около карьера возле Анчупанских холмов построили завод силикатного кирпича, поставлявший местные стройматериалы для развернувшегося в городе жилищного строительства.
27 января 1961 года начал работу Резекненский деревообрабатывающий комбинат. К 1967 году там работали сушилка, лесопилка, столярно-тарный цех, заготовительно-покрасочный цех. Выпускался широкий спектр продукции на 4 участках: трёх в Резекне и одном в Малте. В 1968 году резекненские участки объединили. Предприятие работало до 1990 года, его имущество впоследствии отдано СП «Latvijas-Zviedrijas serviss».
В 1963 году начал работать крупнейший в СССР Резекненский завод доильных установок, поставлявший оборудование для молочных ферм во все республики СССР и страны СЭВ. На заводе работало свыше 2 тысяч человек. Он также был приватизирован, значительно сократив объёмы производства. С 1997 года предприятие называется «Larta 1».
В 1971 году начало работать производственное объединение «Электростройинструмент» имени XXIV съезда КПСС, в 1991 г. переименованное в AS «REBIR».
В 1981 году вступил в строй Завод электрооборудования для напольного транспорта — филиал РЭЗа.

В настоящее время
ООО «Verems» является дочерним предприятием АО «Latvijas Finieris», которое специализируется на деревообработке (производство крупноформатной фанеры) и торговле лесоматериалами.
ООО «Magistr-Fiskevegn Group. MFG» занимается производством синтетических волокон, канатов, рыболовных нитей и другого рыболовного оснащения.
ООО «Rēzeknis Bryuvers» занимается производством пива, а также его оптовой и розничной торговлей.
В Резекне также действуют следующие промышленные предприятия:
- ООО «Резекненский мясокомбинат» (переработка мяса);
- ООО «Резекненский льнозавод» (производство льняного волокна, ленты, шпагата и верёвки);
- OOO «NewFuels» (производство древесных гранул);
- ООО «LEAX Rēzekne» (металлообработка);
- ООО «LATION» (производство металлоизделий — сварочного оборудования и оборудования для регулировки давления газа);
- OOO «Latgales stabu konstrukcijas» (производство осветительных столбов, вышек мобильной связи и мачт ветрогенераторов);
- ООО «Larta 1» (производство доильных установок и сельскохозяйственных товаров);
- ООО «OptoElektronika LV» (производство монтажных и модульных соединений, проводов, кабелей);
- АО «Rēzeknes dzirnavnieks» (обработка и хранение зерна).

## Перспективы развития
Резекне было инициатором программы европейского фонда ERAF 5.6.2. «Ревитализация территорий с восстановлением деградированных территорий в соответствии с интегрированными программами развития самоуправлений». Главная задача программы — создание рабочих мест.
Латвийское министерство охраны среды и регионального развития в 2013 году проанализировало ситуацию на местах и установило, что в региональных центрах страны есть 5826 га деградированных территорий, из которых планировалось вернуть к жизни 891 га, или 14,1 %. Реально в программу попало 622 га заброшенных промзон; одна из крупнейших находится в Резекне — Северный район. Там на месте бывших заводских корпусов будет создан индустриальный парк с потенциалом в более чем 400 рабочих мест. Проектом предусмотрено обновление коммуникаций, которые пришли в негодность — водопровода, канализации, электросетей, железнодорожных веток.
На проект ревитализации Северного района программой фонда ERAF предусмотрено 12 млн евро, таким образом будет выведено из деградированной зоны 24 гектара.
С 2007 года началась реализация множественных дорогостоящих проектов, (в частности, концертного зала, СПА-центра и молодёжного центра «Зеймульс»), которые в итоге сделали город самим крупным должником в Латвии. Когда в 2023 году вскрылись фальсификации бюджета думы, неоплаченные счета и невозможность свести концы с концами без новых заимов свыше дозволенного лимита, был отправлен в отставку мэр Барташевич, а в следующем году — и лояльная к нему дума. С тех пор до новых выборов городом управляла назначенная из Риги администрация. Депутаты и мэр пытались судиться, однако первые инстанции судов признали их увольнение законным.

## Культурная жизнь
1 сентября 2012 года свои двери открыл Центр творческих услуг Восточной Латвии «Zeimuļs» (в переводе с латгальского — «карандаш»). В настоящее время в нём ведётся обучение по интересам в рамках программ для школьников, юношества и всех желающих. Инициатором создания центра было самоуправление Резекне.
30 мая 2013 года в Резекне открылось «Латгальское посольство Gors» («gors» в переводе с латгальского языка — «дух»), первый культурный комплекс, построенный с момента восстановления независимости Латвии. В нём имеется два акустических концертных зала: на 1000 мест (3000 стоячих мест) и на 220 мест (1000 стоячих мест), а также три зала для семинаров, конференций и корпоративных мероприятий, магазин музыкальных инструментов, рестораны латгальской и иностранной кухни, туристический центр. Архитектура здания выдержана в лаконичном скандинавском стиле. Создание центра прошло в рамках профинансированных ЕС проектов «Восточно-Латвийский многофункциональный центр в Резекне» и «Строительство пешеходной улицы и Восточно-Латвийского многофункционального центра на слаборазвитых территориях Резекне». Инвестиции в проект составили 10,5 млн латов (около 15 млн евро).
С 2013 года в Резекне проводится Международный кинофестиваль короткометражных фильмов Open Place, который сопровождается широкой программой концертов и встреч артистов и режиссёров со зрителями. Гостями фестиваля стали Ивар Калниньш, Валдис Пельш, Татьяна Абрамова, Максим Аверин, Анна Большова, Валерий Ерёменко, Елизавета Арзамасова, Наталья Бочкарёва, заслуженная артистка России Ольга Кабо и народный артист России Валерий Баринов.
В городе работает Резекненский краеведческий музей (известный как Латгальский культурно-исторический музей).
В январе 2016 года открыто отреставрированное здание старейшей сохранившейся в Прибалтике деревянной синагоги (построена в 1845 году).

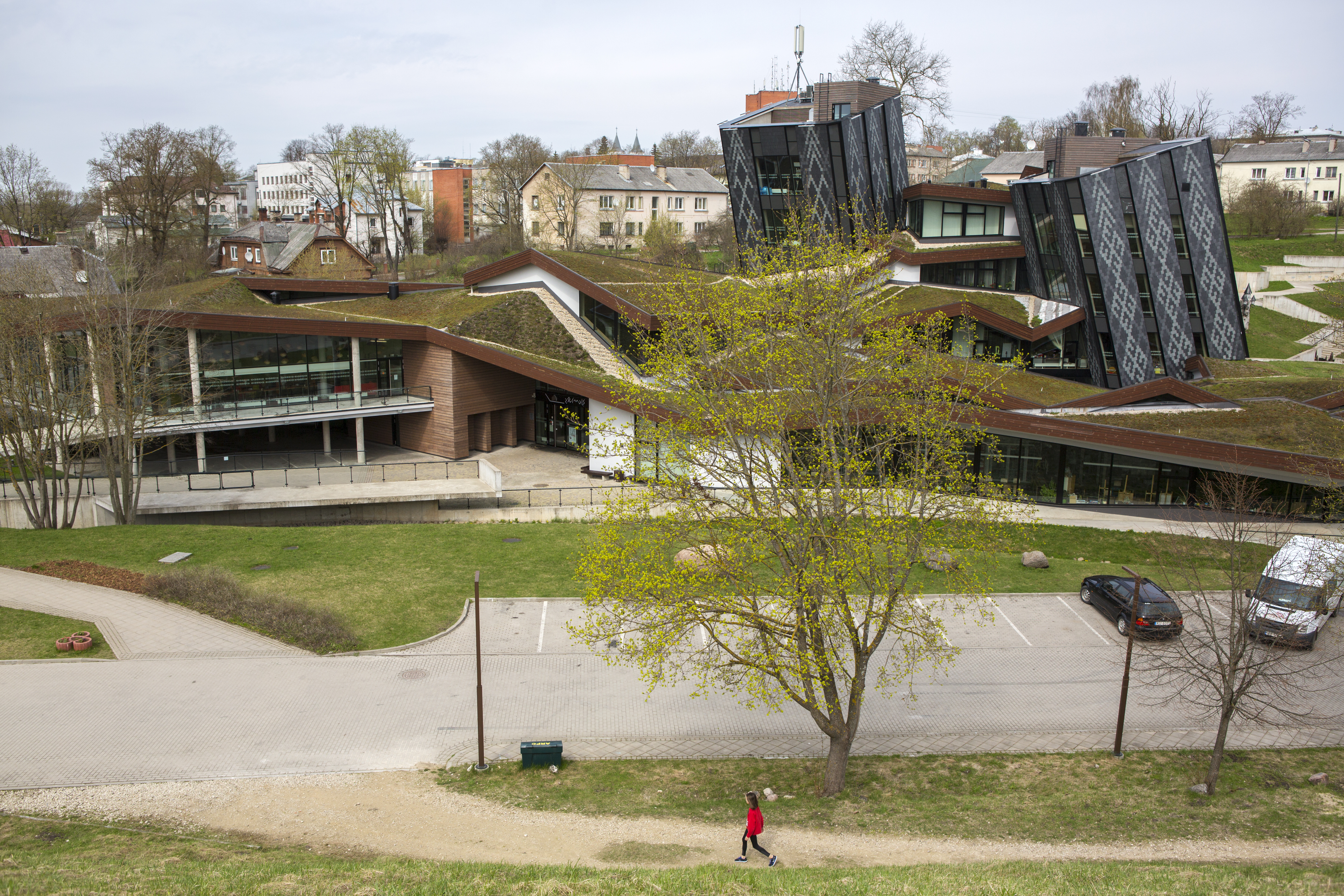
Творческий центр «Карандаш»
«Латгальское посольство Gors»
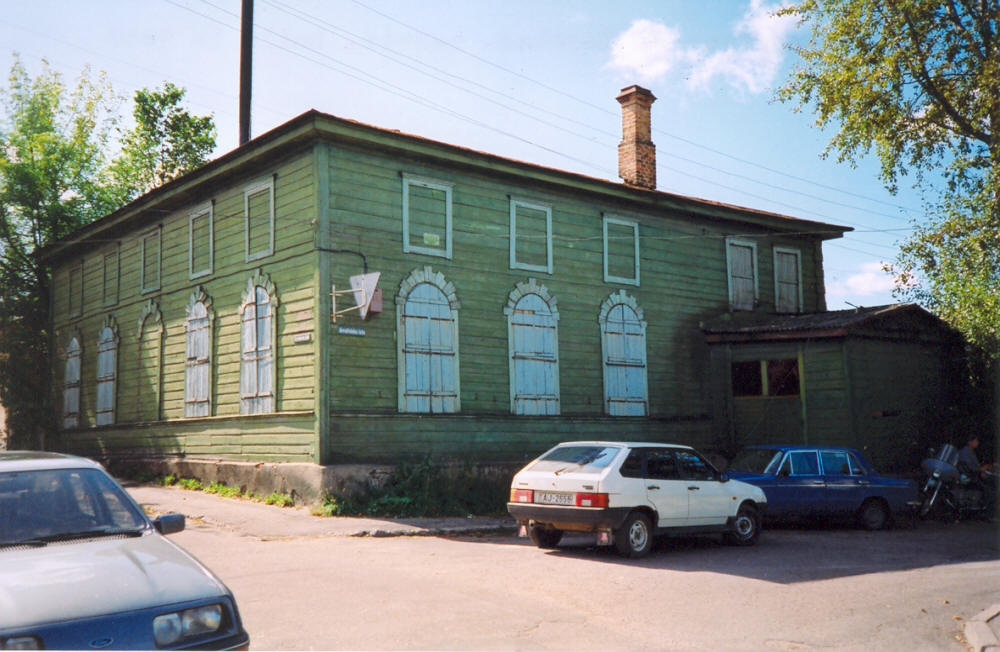
Синагога в Резекне, 2004 год

## Туризм
Резекне включилось в программу Латгальского кулинарного наследия, цель которой — сохранение и популяризация традиций кухни региона, включающего в себя Латгалию и Витебскую область Белоруссии. В декабре 2015 года Латгальский центр кулинарного наследия стал победителем конкурса «Лучший европейский туристический маршрут», или EDEN (European Destinations of Excellence).
В окрестностях Резекне добывалась минеральная вода, имеются производители лечебных грязей. Город готовится развиваться как курорт, для чего будет построено несколько гостиниц и водолечебниц с предложением оздоровления и SPA-услуг.

### Достопримечательности
- Развалины древнего замка Розиттен (1285 г.)
- Латгальский культурно-исторический музей (1861 г.) — содержит самую представительную в Латгалии коллекцию гончарных изделий, проводит образовательные программы: «Как пекут хлеб», «Всё о молоке», «Приключения глиняного комочка»
- Православный собор Рождества Пресвятой Богородицы (1846 г.)
- Резекненская Зелёная синагога (1845 г.) — единственная сохранившаяся синагога в городе, из существовавших до Второй мировой войны. Отреставрирована в 2015 году, сейчас здесь имеется экспозиция об истории еврейской общины в Латгалии.
- Католический костёл (1936 г.)
- Лютеранская кирха Святой Троицы (1938 г.)
- Кафедральный собор Святейшего Сердца Иисуса (1888 г.)
  - Феретрон с картиной в костёле Сердца Иисуса
- Старообрядческая моленная Святого Николая (1895 г.)
- Музей Франца Трасуна «Колнасата»
- Резекненский могильник
- Лузнавское имение — центр искусства и культуры, где проходят мероприятия и концерты камерного формата
- Парк аттракционов в стиле ретро (парк Райниса)
- Этнографический кабачок «Мöls» на Латгальской улице (здесь можно попробовать блюда латгальской национальной кухни, научиться латгальским песням и танцам, познакомиться с национальной культурой и выпить местного самогона «шмаковки»)[36].

## СМИ
В городе работают 12 радиостанций в диапазоне FM:
- Radio Ef Ei 91,4 FM.
- Star FM 91,9 FM.
- Latvijas Radio 2 101,0 FM.
- SWH Plus 101,4 FM.
- Latvijas Radio 3 101,8 FM.
- Latgales Radio 103,0 FM.
- Pieci.lv 103,8 FM.
- Latvijas Radio 4 104,2 FM.
- Radio Rezekne 105,1 FM.
- Ретро FM 105,5 FM.
- SWH 106,5 FM.
- Latvijas Radio 1 107,5 FM.

## Города-побратимы
- Норвегия: Арендал
- Беларусь: Витебск
- Польша: Сувалки, Ченстохова